# Kloster Paradies (Woiwodschaft Lebus)
Das ehemalige Zisterzienser-Kloster Paradies (polnisch Klasztor Paradyż) liegt heute in der Woiwodschaft Lebus in  Polen, historisch aber in Großpolen. Gegründet wurde es 1230/1236. Es ist als Pomnik historii denkmalgeschützt.

## Geographische Lage
Die Klosteranlage gehört zum Dorf Gościkowo (deutsch Gostichowo) an der Paklica (Packlitz), rund 13 Kilometer südlich von Międzyrzecz (Meseritz), 34 Kilometer östlich von Łagów (Lagow) und zehn Kilometer nördlich von Świebodzin (Schwiebus). Das zur Gemeinde Świebodzin gehörende Dorf liegt im historischen Großpolen an der Grenze zu Niederschlesien. Das unmittelbar im Süden am Gegenufer der Paklica liegende Nachbardorf Jordanowo (Jordan) und der Gemeindesitz Świebodzin liegen beide schon im historischen Niederschlesien. Das rund 12 Kilometer nordwestlich gelegene Dorf Boryszyn (Burschen) war hingegen ein Grenzort der Neumark, der dem Johanniterschloss in Lagow unterstellt wurde.

## Geschichte

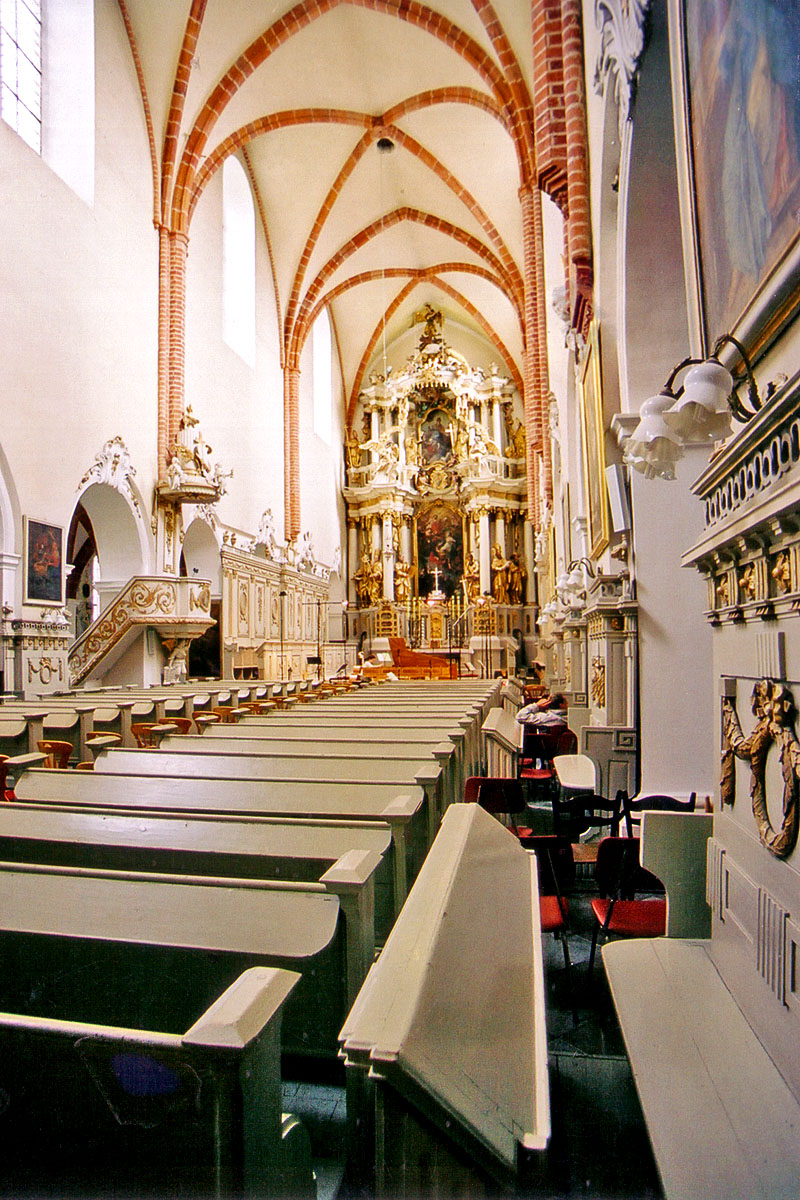
Das Kircheninnere

Das Kloster wurde am 29. Januar 1230 vom großpolnischen Graf Dionysius Bronisius, (in der Literatur wird er oft Nicolaus genannt, doch dies war sein Neffe), gestiftet und in einem Sumpfgebiet am Zusammenfluss von Obra und Paklica beim Dorf Gościkowo  in der Nähe von Międzyrzecz errichtet.
Die Besiedlung erfolgte wahrscheinlich erst 1236 durch Mönche des Klosters Lehnin, das rund 25 Kilometer südwestlich von Potsdam liegt. Das Kloster Paradies war die erste Tochtergründung (Filiation) von Lehnin, das selbst 56 Jahre zuvor 1180 vom zweiten brandenburgischen Markgrafen Otto I. gestiftet worden war. Dessen Vater, Albrecht der Bär, hatte 1157 die Mark Brandenburg gegründet. Die Klostergründung Lehnin gehörte zur Politik der askanischen Markgrafen, die junge und noch unsichere Mark Brandenburg mit ihrer slawischen Bevölkerung zu stabilisieren und schrittweise nach Osten auszudehnen. Auf dem weiteren Weg zur Ostsee mussten Mecklenburg und Pommern umgangen werden. Und auch in der Uckermark und noch lange Zeit im Teltow trafen die askanischen Bestrebungen auf „innerdeutschen“ Widerstand konkurrierender Fürsten. Zur Zeit der Gründung von Paradies hatten die gemeinsam regierenden Söhne Ottos I., die Markgrafen Johann I. und Otto III. gerade die letzten Teile des Barnim bis zur Oder und die südliche Uckermark (1230/1234) der Mark Brandenburg angegliedert, 1235 folgten das Land Stargard und 1250 die nördliche Uckermark.
Damit ergibt sich die Frage nach der politischen Funktion dieser Gründung derart weit im Osten, denn die zweite und dritte Filiation der Lehniner Zisterzienser (Kloster Chorin, 1258 und Kloster Himmelpfort, 1299) lagen in der Mark. Da die Zisterzienser ein ausgezeichnetes Verhältnis zum askanischen Herrscherhaus unterhielten, erfolgte die Gründung des Klosters Paradies mit Sicherheit einvernehmlich und abgesprochen beziehungsweise wäre gegen den Willen der Markgrafen nicht durchführbar gewesen. Dass gleich die erste Lehniner Filiation östlich der Oder und auf polnischen Boden stattfand, hängt wahrscheinlich damit zusammen, dass die Askanier anfänglich gezwungen waren, die Ausdehnung der Mark fast ausschließlich nach Osten vorzunehmen, da sie nördlich auf starke, von den Dänen unterstützte pommersche Landesfürsten stießen. Aus Sicht der Askanier waren daher mit der Gründung von Paradies wahrscheinlich folgende politisch-strategischen Ziele verbunden: Verbindung mit dem polnischen Grafen zur Grenzsicherung der Neumark, also der Ausdehnung über die Oder hinaus nach Osten, gegen Pommern.
Das Mutterkloster Lehnin war in der Mark Brandenburg zu einem „Musterbetrieb“ geworden, da die Zisterzienser immer auf dem neusten agrar- und wirtschaftstechnischen Stand waren, sei es bei der Urbarmachung der Sümpfe, der Anlage von Mühlen, beim Anbau von Wein oder bei Ackerbau und Viehzucht. Es ist daher sehr wahrscheinlich, dass der polnische Graf von der wirtschaftlichen Leistungsfähigkeit des Ordens profitieren wollte. Laut Stephan Warnatsch bestand die Intention des Stifters darin, deutsche Wirtschaftsformen ins Land zu ziehen, denn schon 1236 befreite Herzog Wladislaus die Zisterze von allen Abgaben und Zöllen sowie vom polnischen Recht. Laut Warnatsch war die Stiftungsausstattung seitens des polnischen Grafen großzügig, das Kloster erhielt das Dorf Gostichowo und neun weitere Orte im Gebiet südlich von Meseritz … mit aller Nutzung an Äckern, Gewässern, Wiesen und Wäldern, Bienenständen, Weiden, Biber- und Fischfängen …. Tochter von Paradies war im Jahr 1278 das Kloster Przemęt. Nach wirtschaftlichen Anfangserfolgen scheint sich das Kloster schon rund fünfzig Jahre nach der Gründung auf die Verwaltung der erworbenen Güter beschränkt zu haben.
Seit 1401 lebte und arbeitete hier Jakob von Paradies als Zisterzienser. Dessen Abt sandte ihn zu seiner wissenschaftlichen Ausbildung an die Universität Krakau. 1507 versuchte Paradies gemeinsam mit dem Lehniner Mutterkloster, an der Universität Frankfurt (Oder) ein Zisterzienserkollegium einzurichten. Das heutige Erscheinungsbild der Klosteranlage geht auf eine Schmuckausrüstung im Stil des schlesischen Barock in der ersten Hälfte des 18. Jahrhunderts zurück.
Im Jahre 1793 kamen Gostichowo und das Kloster zu Preußen. Im Jahr 1834 wurde das Kloster aufgehoben, zwei Jahre später wurde in dem Gebäude ein katholisches Schullehrer-Seminar eröffnet.

## Gegenwart
Das Kloster ist heute der Sitz des Priesterseminars der polnischen römisch-katholischen Diözese Zielona Góra–Gorzów. Das Seminar fungiert als eine auswärtige Sektion der Theologischen Fakultät der Universität Stettin.

## Personen
- Jakob von Paradies (1381–1465), Theologe, Mönch und Autor
- Augustin Dobrowolski (gest. 1665), Theologe, Prior und Autor